# Armenia (Wisconsin)
Armenia è un centro abitato (town) degli Stati Uniti d'America situato nella contea di Juneau nello Stato del Wisconsin. La popolazione era di 707 persone al censimento del 2000. La comunità incorporata di New Miner si trova nella città.

## Geografia fisica
Secondo lo United States Census Bureau, ha un'area totale di 77,7 miglia quadrate (201,2 km²).

## Società

### Evoluzione demografica
Secondo il censimento del 2000, c'erano 707 persone.

### Etnie e minoranze straniere
Secondo il censimento del 2000, la composizione etnica della città era formata dal 90,10% di bianchi, lo 0,14% di afroamericani, lo 0,71% di nativi americani, lo 0,14% di oceanici, il 7,92% di altre razze, e lo 0,99% di due o più etnie. Ispanici o latinos di qualunque razza erano il 9,34% della popolazione.